# Friedrich Carl Hermann Paeske
Friedrich Carl Hermann Paeske (ur. 9 kwietnia 1855 w Wielgoszczy koło Recza (niem. Konraden), zm. 26 grudnia 1910 w Brunszwiku) – niemiecki prawnik i botanik. Badacz flory zwłaszcza Nowej Marchii, specjalizował się w botanice leśnej. Zwolennik i propagator introdukcji egzotów do lasów niemieckich.

## Życiorys
Był synem właściciela majątku Wielgoszcz – Hermana Friedricha Konrada. Uczył się w gimnazjum w Gorzowie Wielkopolskim, potem w Putbus, gdzie w roku 1875 zdał maturę. Następnie rozpoczął studia prawnicze – najpierw w Strasburgu, gdzie słuchał też wykładów z nauk przyrodniczych, potem w Berlinie. Po studiach pracował w sądzie rejonowym w Gorzowie Wlkp. Wskutek ciężkiej choroby ojca przerwał pracę i w latach 1888-1902 zarządzał rodzinnym majątkiem w Wielgoszczy. Po śmierci ojca sprzedał Wielgoszcz i w 1903 roku przeprowadził się do Brunszwiku. 
Pierwsze małżeństwo zawarł z Clarą Blümel, było ono bezdzietne. Po jej śmierci ożenił się z Johanną Kühtz, z którą miał czworo dzieci. W ostatnich latach życia chorował na miażdżycę, czego skutkiem było siedem kolejnych udarów mózgu w 1910 roku i w końcu śmierć. 

## Działalność naukowa
Botaniką zainteresował się już w gimnazjum w Gorzowie. Odbywał liczne wycieczki botaniczne, głównie w okolicach Choszczna, towarzysząc m.in. Paulowi Aschersonowi, który gościł w majątku Wielgoszcz w Zielone Świątki 1873 roku. W dolinie Iny Paeske odkrył m.in. jako nowy gatunek dla Nowej Marchii ostrożeń łąkowy (Cirsium rivulare). Z Aschersonem pozostawał w kontakcie listownym i donosił mu o swoich odkryciach. Opublikował kolejne przyczynki do poznania flory Choszczna w latach 1874, 1876 (tu pierwsze notowanie w Nowej Marchii gatunku synantropijnego, chabra ciemnego (Centaurea nigra)) oraz 1878. W 1883 opracował sprawozdanie z badań botanicznych w powiatach Friedeberg (strzeleckim) i Arnswalde (choszczeńskim) wraz z danymi do flory północno-wschodniej części prowincji Brandenburgia. Zawiera ono wykaz gatunków z oceną stopnia rozpowszechnienia i opisem występowania na badanym terenie. W pracy Paeske zamieścił swoje obserwacje oraz dane udostępnione przez Paula Zecherta oraz E. Hungera. Według Wilhelma Libberta (1932/1933) publikacja ta stanowiła jedno z najważniejszych źródeł danych o choszczeńskiej i strzeleckiej florze. Paeske prowadził badania florystyczne także w dolinie Płoni i w okolicach Recza. W 1895 ukazała się jego praca o roślinach synantropijnych na nasypach kolejowych na odcinku Ulikowo – Kalisz Pomorski. 
Poza florystyką zajmował się także botaniką leśną. W 1878 opublikował niewielki przyczynek o przydatności kolcolistu zachodniego (Ulex europaeus) w nasadzeniach leśnych. Poważniej zainteresował się tą tematyką w okresie, kiedy zarządzał majątkiem w Wielgoszczy. Pozytywnie wyrażał się o możliwości wprowadzenia do lasów czeremchy późnej (Padus serotina). Na zebraniu Towarzystwa Rolniczego w Choszcznie wygłosił referat na temat możliwości uprawiania na słabych glebach wybranych gatunków drzew (referat wydany został 
w 1898 r. w postaci broszury przez Otto Berndta z Recza). Rozpatrywał w nim możliwość uprawiania obok gatunków rodzimych także takich gatunków obcych, jak: dąb czerwony (Quercus rubra), daglezja zielona (Pseudotsuga menziesii), świerk sitkajski (Picea sitchensis), sosna czarna (Pinus nigra), robinia akacjowa (Robinia pseudoacacia). W roku 1872 został członkiem Brandenburskiego Towarzystwa Botanicznego, a w 1883 przejął redagowanie dla Towarzystwa sprawozdań z badań geobotanicznych w Nowej Marchii. 
Swoje bogate herbarium (109 fascykułów) podarował w 1890 roku Ogrodowi Botanicznemu w Getyndze (później Herbarium GOET). W tamtejszym zielniku przechowywane są rośliny zbierane przez Friedricha Paeske w Nowej Marchii i na Pomorzu, a także w Alzacji, Szwajcarii, Austrii i w Tatrach.

## Rezerwat przyrody Grądowe Zbocze
Kompleks leśny stanowiący dawny park dworski w Wielgoszczy, którym zarządzał Paeske, odkryty został po II wojnie światowej jako miejsce nagromadzenia wyjątkowo wielu osobliwości florystycznych. Rosną tu tak unikatowe gatunki w Polsce północnej jak: czosnek dziwny (Allium paradoxum), tarczyca wyniosła (Scutellaria altissima), Phyteuma nigrum i fiołek biały (Viola alba). Wśród drzew do ciekawych egzotów należą: skrzydłorzech kaukaski (Pterocarya fraxinifolia), grujecznik japoński (Cercidiphyllum japonicum), sosna Banksa (Pinus banksiana). Dawny park objęty został ochroną jako rezerwat przyrody w 1996 roku.